# The House of Fear (film)
The House of Fear sau Sherlock Holmes and the House of Fear  este un film de mister din 1945 regizat de Roy William Neill, cu Basil Rathbone în rolul lui Sherlock Holmes și Nigel Bruce ca Dr. Watson, al zecelea din cele paisprezece astfel de filme în care a fost implicată perechea de actori.

## Distribuție
- Basil Rathbone - Sherlock Holmes
- Nigel Bruce - Dr. John Watson
- Aubrey Mather - Bruce Alastair
- Dennis Hoey - Inspector Lestrade
- Paul Cavanagh - Dr. Simon Merivale
- Holmes Herbert - Alan Cosgrave
- Harry Cording - Captain John Simpson
- Sally Shepherd - Mrs. Monteith
- Gavin Muir - Mr. Chalmers
- David Clyde - Alec MacGregor
- Florette Hillier - Alison MacGregor
- Wilson Benge - Guy Davis
- Cyril Delevanti - Stanley Raeburn
- Richard Alexander - Ralph King
- Doris Lloyd - Bessie, Innkeeper
- Alec Craig - Angus